# Asthenesita pallens
Asthenesita pallens är en skalbaggsart som beskrevs av Thomas Casey 1893. Asthenesita pallens ingår i släktet Asthenesita och familjen kortvingar. Inga underarter finns listade i Catalogue of Life.